# غاي كلارك
غاي كلارك (بالإنجليزية: Guy Clark)‏ ‏(6 نوفمبر 1941 - 17 مايو 2016)، هو مغني ومغن وكاتب غنائي وموسيقي ومغن مؤلف ومنتج أمريكي بدأ مسيرته الفنية عام 1970.

## وصلات خارجية
- الموقع الرسمي